# Caspueñas
Caspueñas – gmina w Hiszpanii, w prowincji Guadalajara, w Kastylii-La Mancha, o powierzchni 14,79 km². W 2011 roku gmina liczyła 114 mieszkańców.